# Santiago Huerta Fernández
Santiago Huerta Fernández (Madrid, 1955), arquitecto español, profesor e investigador de Historia de la Construcción.

## Biografía
Arquitecto graduado en 1981 en la Escuela Técnica Superior de Arquitectura de Madrid (ETSAM), España, en donde es profesor titular de Proyecto y Cálculo de Estructuras. Obtuvo su doctorado en 1990, Premio Extraordinario de Tesis Doctoral de la UPM. En los últimos veinte años ha trabajado como consultor de Análisis de Construcciones Históricas. Ha sido secretario y subdirector del Departamento de Estructuras de la ETSAM, es cofundador y presidente de la Sociedad Española de Historia de la Construcción (SEDHC), actualmente es director de publicaciones del Instituto Juan de Herrera. Tiene a su haber más de 80 publicaciones entre libros (editor), artículos y comunicaciones a congresos.

## Galardones
- Premio extraordinario de Tesis Doctoral. Universidad Politécnica de Madrid (UPM), 1990.
- Premio a la Difusión de la Arquitectura por la Exposición y Catálogo Guastavino Co. la Reinvención de la Bóveda. Colegio Oficial de Arquitectos de Madrid (COAM), 2003.
- Medalla de Oro Telford (Telford Gold Medal) de la Asociación Británica de Ingenieros Civiles (British Institution of Civil Engineers - ICE). Londres, 2011. (ver enlaces en la versión en Inglés de Wikipedia).

## Publicaciones
(Su obra completa se puede ver a través del archivo digital de la UPM, cuya dirección se indica en los enlaces externos)
- Arcos, bóvedas y cúpulas. Geometría y equilibrio en el cálculo tradicional de estructuras de fábrica, Instituto Juan de Herrera. Madrid, 2004.
- Jacques Heyman. Teoría, historia y restauración de estructuras de fábrica, Santiago Huerta (ed.), Instituto Juan de Herrera, CEHOPU. Madrid, 1995.
- Viollet le Duc. La construcción medieval, E. Rabasa Díaz y S. Huerta (eds.), Instituto Juan de Herrera, CEHOPU. Madrid, 1996.
- Actas del Primer Congreso Nacional de Historia de la Construcción, A.Casas Gómez, S. Huerta, E. Rabasa Díaz (eds.), Instituto Juan de Herrera, CEHOPU. Madrid, 1996.
- Auguste Choisy. El arte de construir en Bizancio, S. Huerta y J. Girón (eds.), Instituto Juan de Herrera, CEHOPU. Madrid, 1997.
- Actas del Segundo Congreso Nacional de Historia de la Construcción, Bores Gamundi, F.; J. Fernández Salas; S. Huerta Fernández y E. Rabasa Díaz (eds.), Instituto Juan de Herrera, CEHOPU, Universidad de la Coruña. Madrid, 1997.
- Auguste Choisy. El arte de construir en Roma, S. Huerta y J. Girón (eds.), Instituto Juan de Herrera, CEHOPU. Madrid, 1999.
- Actas del Tercer Congreso Nacional de Historia de la Construcción, Graciani García, A.; S. Huerta Fernández; E. Rabasa Díaz y M. A. Tabales Rodríguez (eds.), Instituto Juan de Herrera, CEHOPU, Universidad de Sevilla. Madrid, 2000.
- Las bóvedas de Guastavino en América, S. Huerta (ed.), Instituto Juan de Herrera, CEHOPU, COAC, UPV, Avery Library. Madrid, 2001.
- Proceedings of the First International Congress on Construction History, S. Huerta (ed.), Instituto Juan de Herrera. Madrid, 2003.
- Actas del Cuarto Congreso Nacional de Historia de la Construcción, S. Huerta (ed.), Sociedad Española de Historia de la Construcción, Instituto Juan de Herrera, Colegio Oficial de Arquitectos de Cádiz, Colegio Oficial de Aparejadores y Arquitectos Técnicos de Cádiz. Madrid, 2005.
- Ángel Truñó. Construcción de bóvedas tabicadas, S. Huerta Fernández, J. L. González y E. Redondo Martínez (eds.), Instituto Juan de Herrera. Madrid, 2004.
- Essays in the History of the Theory of Structures, in honour of Jacques Heyman, S. Huerta (ed.), Instituto Juan de Herrera, CEHOPU. Madrid, 2005.
- Auguste Choisy. El arte de construir en Egipto, S. Huerta (ed.), Instituto Juan de Herrera, CEHOPU. Madrid, 2006.
- Rafael Guastavino. Escritos sobre la construcción cohesiva y su función en la arquitectura, S. Huerta (ed.), Traducción de G. López Manzanares, Instituto Juan de Herrera, CEHOPU. Madrid, 2006.
- Actas del Quinto Congreso Nacional de Historia de la Construcción, S. Huerta, Miguel Arenillas, Cristina Segura y Francisco Bueno (eds.), Sociedad Española de Historia de la Construcción, Instituto Juan de Herrera, CEHOPU, COICCP. Madrid, 2007.
- Actas del Sexto Congreso Nacional de Historia de la Construcción, S. Huerta, Rafael Marín, Rafael Soler y Arturo Zaragozá (eds.), Sociedad Española de Historia de la Construcción, Instituto Juan de Herrera. Madrid, 2009.
- Auguste Choisy. L'architecture et l'art de batir, S. Huerta y J. Girón(eds.), Instituto Juan de Herrera. Madrid, 2009.
- Geometría y proporción en las estructuras. Ensayos en honor de Ricardo Aroca, S. Huerta, P. Casinello, R. S. Lampreave (eds.), Lampreave. Madrid, 2010.
- Actas del Séptimo Congreso Nacional de Historia de la Construcción, S. Huerta, I. J. Gil (eds.), Sociedad Española de Historia de la Construcción, Instituto Juan de Herrera. Madrid, 2011.
- Actas del Octavo Congreso Nacional de Historia de la Construcción, S. Huerta, F. S. López Ulloa (eds.), Sociedad Española de Historia de la Construcción, Instituto Juan de Herrera. Madrid, 2013.
- Selección de tratados españoles de Arquitectura y Construcción, ss. XVI-XX, Fuentes para la Historia de la Construcción, Vol. 1, Formato electrónico, S. Huerta (ed.), Instituto Juan de Herrera. Madrid, 2005.
- Selección de tratados españoles de Arquitectura y Construcción, ss. XIX, Fuentes para la Historia de la Construcción, Vol. 2, Formato electrónico, S. Huerta (ed.), Instituto Juan de Herrera, C. O. de Arquitectos de Cádiz. Madrid, 2006.